# Луїс Альберто Гутьєррес
Луїс Альберто Гутьєррес (ісп. Luis Alberto Gutiérrez, нар. 15 січня 1985, Санта-Крус-де-ла-Сьєрра) — болівійський футболіст, півзахисник клубу «Хапоель» (Кір'ят-Шмона).
Виступав, зокрема, за клуб «Орієнте Петролеро», а також національну збірну Болівії.

## Клубна кар'єра
Народився 15 січня 1985 року в місті Санта-Крус-де-ла-Сьєрра. Вихованець футбольної школи клубу «Орієнте Петролеро». Дорослу футбольну кар'єру розпочав 2004 року в основній команді того ж клубу, в якій провів чотири сезони, взявши участь у 145 матчах чемпіонату. Більшість часу, проведеного у складі «Орієнте Петролеро», був основним гравцем команди.
Частину сезону 2009 року провів у оренді клубу «Хапоель» (Кір'ят-Шмона).
Згодом повернувся до команди «Орієнте Петролеро», де провів за два сезони 43 гри.
Частину сезону 2012 року провів у оренді клубу «Баїя».
З 2012 по 2015 рік грав у складі команд клубів «Патронато» та «Болівар».
До складу клубу «Хапоель» (Кір'ят-Шмона) приєднався 2015 року. Відтоді встиг відіграти за команду з Кір'ят-Шмони 28 матчів в національному чемпіонаті.

## Виступи за збірну
2007 року дебютував в офіційних матчах у складі національної збірної Болівії. Наразі провів у формі головної команди країни 43 матчі.
У складі збірної був учасником Кубка Америки 2011 року в Аргентині, Кубка Америки 2016 року в США.

## Титули і досягнення

### Клубні
- «Хапоель» (Кір'ят-Шмона)

Володар Суперкубку Ізраїлю (1): 2015.